# Gustav Simon
Gustav Simon (Darmstadt, 30 maggio 1824 – Heidelberg, 21 agosto 1876) è stato un ginecologo e chirurgo tedesco.

## Biografia
Nel 1848 conseguì il dottorato in medicina presso l'Università di Giessen, e dal 1848 al 1861 prestò servizio come medico militare con un gruppo di iuta. Durante questo periodo lavorò in un piccolo ospedale di Darmstadt. Nel 1861, su richiesta di Carl Friedrich Strempel (1800-1872), fu nominato professore presso l'Università di Rostock e direttore della clinica chirurgica. Nel 1867 succedette a Karl Otto Weber (1827-1867) presso l'Università di Heidelberg. Durante la guerra franco-prussiana prestò servizio come medico negli ospedali. Simon fu un membro del Corpo Starkenburgia Giessen (1843) e Borussia Heidelberg (1845).
Simon si specializzò nel campo della ginecologia, ortopedia e chirurgia militare e pubblicò un libro sulle sue prime esperienze con pazienti ferite da armi da fuoco. Nel 1851-52, mentre era a Parigi, ebbe la possibilità di osservare il trattamento operativo di Antoine Joseph Jobert de Lamballe. Impressionato dal successo di Jobert con FVV (fistole vescico-vaginali), Simon sviluppò una propria tecnica chirurgica per FVV quando tornò a Darmstadt.
Il 2 agosto 1869 eseguì la prima nefrectomia su un paziente umano. Nel 1872 con Bernhard von Langenbeck (1810-1887) e Richard von Volkmann (1830-1889) fondò la Società tedesca di chirurgia.

## Opere
- 1851, "Über Schußwunden", Gießen.
- 1854, "Über Heilung der Blasenscheidenfisteln", Gießen.
- 1857, "Die Exstirpation der Milz", Gießen.
- 1862, "Über die Operation der Blasenscheidenfisteln", Rostock.
- 1868, "Mitteilungen aus der chirurgischen Klinik zu Rostock", Prag.
- 1871-76 "Chirurgie der Nieren"; (2 volumi), Stuttgart.